# Eddy Barrows
Eddy Barrows, pseudonimo di Eduardo Barros (Belém, 18 agosto 1967), è un fumettista brasiliano.
È meglio conosciuto per il suo lavoro alla DC Comics in titoli come Birds of Prey, Countdown to Adventure, Action Comics, Superman, Giovani Titani e 52.

## Primi anni di vita
Barrows nacque a Belém do Pará, Brasile. Si trasferì a 2 anni a Belo Horizonte, Minas Gerais. Durante la sua infanzia, la madre portava a casa Turma da Mônica – un fumetto brasiliano scritto da Maurício de Sousa – e i lavori della Disney. La stessa madre glieli leggeva e Barrows mostrò il suo amore per i fumetti fin da subito. Legge ancora oggi Turma da Mônica. Chico Bento resta il suo personaggio preferito. Da quel momento iniziò a disegnare. Pur non essendo mai andato a una scuola specializzata nell'arte, Barrows studiò animazione per due o tre anni prima di diventare un artista di professione.

## Carriera
A 22 anni, Barrows cominciò a lavorare creando alcune figure per libri di scuola, libri per bambini e agenzie pubblicitarie. In questo periodo, tuttavia, abbandona i fumetti per un po'. A 24 anni ci ritornerà facendo il test per gli Studi di Arte e Fumetti. Ricevuta l'approvazione per entrare, inizia una prova di sei mesi. Presto la carriera nei fumetti ebbe una spinta significativa. Il suo primo lavoro fu un fumetto per la World Wrestling Federation per lo Steve Austin al Chaos Comics. Dopo sei edizioni di quella serie, Barrows sentì che aveva bisogno di "più pratica". Si prese una pausa dai fumetti annunciando il ritorno quando si sarebbe sentito pronto.
Tornò nel mondo dei fumetti nel 2003 quando lavorò per G.I. Joe nella IDW Publishing. Barrows parlò di quest'ultima come un'esperienza "entusiasmante" e si sentì finalmente pronto per le pagine che inviava agli scrittori. Barrows divenne l'artista ufficiale del progetto fino all'Aprile 2004, quando decise di nuovo di abbandonare i fumetti e dedicarsi maggiormente al Jornal Estado de Minas, un giornale locale. A metà del 2004, Joe Prado gli telefona chiedendogli se fosse interessato a tornare a lavorare agli Studi di Arte e Fumetti e accetta.
Barrows lavorò per un anno su  Giovani Titani  con lo scrittore Sean McKeever e su  Action Comics , la serie a fumetti più longeva della DC, con lo scrittore Greg Rucka. Nel 2010 Barrows divenne uno dei principali disegnatori della serie DC Superman, collaborando con lo scrittore James Dale Robinson anche nella miniserie L'uomo d'Acciaio, così come ne La notte più profonda, illustrando la storia principale nell'edizione zero della Guerra di Superman, e fornendo le copertine di quelle serie.
Barrows iniziò il suo percorso di disegnatore in Superman con lo scrittore J. Michael Straczynski iniziando con Grounded: egli lavorò ad un'introduzione di dieci pagine nell'edizione 700 della serie del famoso supereroe nell'Agosto 2010.

### DC
- 52 #8, 12, 18, 22, 44, 49, 52 (2006–07)
- Action Comics (Nightwing & Flamebird) #875-876 (2009)
- Atom vol. 2 #4-6, 9-11 (2006–07)
- Batman Villains Secret Files and Origins #1 (2005)
- Birds of Prey #85, 87-88 (con Joe Bennett, 2006)
- Detective Comics #934-935, 939-940, 944, 946, 950, 965-966, 977, 981, Annual #1 (2016–18)
- Blackest Night:
  - JSA miniseries, #1-3 (insieme ad altri artisti, 2010)
  - Superman miniseries, #1-3 (2009)
  - Tales of The Corps terza edizione della miniserie, #2 (2009)
- Checkmate Vol. 2 #14 (con Joe Bennett, 2007)
- Countdown to Adventure (Adam Strange, Animal Man, Starfire), miniserie, #1-3 (2007–08)
- Firestorm Vol. 3, #21 (con Jamal Igle), #22 (2006)
- Lanterna verde Vol. 4, #41-42 (con Philip Tan, 2009)
- Justice League of America Vol. 4, #34 (con Ardian Syaf, 2009)
- Nightwing Vol. 3 #0-3, 5-10, 15-16 (2011–13)
- Suicide Squad vol. 4 #11-15 (backup stories, 2016–17)
- Superman (fumetto) Vol. 1 #700-701, 705, 709 (2010–11)
- Superman Vol. 3 #23-24 (2013)
- Superman 80-Page Giant (Superboy feature, 2011)
- La morte di Superman miniserie, #0 (2010)
- Giovani Titani Vol. 3 #53-54, 56-57, 59-60, 62-63, 65-66, 68 (2008–09)
- Teen Titans Vol. 4 #17-22 (2013)
- Martian Manhunter Vol. 4 #1-6 (2015)